# Murimhakkjo
A Murimhakkjo (hangul: 무림학교, RR: Murimhakgyo), angol címén Moorim School, 2016-ban bemutatott dél-koreai televíziós sorozat I Hongbin (Lee Hongbin), I Hjonu (Lee Hyeon-u), Sin Hjondzsun (Sin Hyeon-jun) és Szo Jedzsi (Seo Ye-ji) főszereplésével. A sorozat nézettsége elmaradt a remélttől, 5%-on kezdett és folyamatosan csökkent.

## Történet
Jun Siu (Yun Si-u) a Mobius nevű K-pop-együttes népszerű szupersztárja, ám az utóbbi időben hallásproblémákkal küszködik. Az egyik koncerten majdnem balesetet szenved, amikor egy leszakadó színpadi elem zuhanni kezd. Siu megállítja a fémdarabot, megfagyasztja a levegőben pár pillanatra, közben pedig az egyik rajongója arrébb löki. A lány azt mondja neki, menjen a Murim Iskolába, ahol az igazgató képes meggyógyítani a hallásproblémáját. Miután az ügynöksége igazgatója meg akar szabadulni a fiútól, Siu úgy dönt, elmegy az iskolába.
Vang Cshiang (Wang Chiang) egy gazdag kínai mágnás balkézről született fia, anyja koreai. A fiút az apja kényszeríti a Murim Iskolába, remélve, hogy az elkényeztetett fiút ráncba tudják szedni. Az iskolában Cshiang (Chiang) és Siu egy szobába kerülnek, és kezdetektől fogva ki nem állhatják egymást. Ráadásul mindkettejük szeme ugyanazon a lányon akad meg, az önálló és öntudatos Sim Szundok (Shim Sun-deok)on. A Murim Iskola azonban nem hagyományos iskola, az itteni diákoknak harcművészetet és erkölcsi értékeket tanítanak, az igazgató pedig nem szokványos erőkkel bír, például el tudja rejteni az iskolát az avatatlan szemek elől. Amikor Siu és Cshiang (Chiang) egyszerre érkeznek meg, az iskolát védő varázsburok megtörik, az igazgató pedig megpróbál rájönni, a két fiú közül melyik és hogyan tudta ezt véghezvinni. Az iskolai meditáció keretében Siunak szörnyű látomásai támadnak, miközben iszonyú fájdalmak gyötrik, elővetítve, hogy az árván felnőtt popsztár múltja valami nagyon sötét titkot takar.

## Szereplők
- I Hongbin (Lee Hongbin) (이홍빈): Vang Cshiang (Wang Chiang), egy gazdag kínai üzletember koreai nőtől született törvénytelen fia
- I Hjonu (Lee Hyeon-u) (이현우): Jun Siu (Yun Si-u): K-pop-idol
- Sin Hjondzsun (Sin Hyeon-jun) (신현준): Hvang Muszong ( Hwang Mu-song), iskolaigazgató
- Szo Jedzsi (Seo Ye-ji) (서예지): Sim Szundok (Shim Sun-deok)
- Csong Judzsin (정유진, Jeong Yu-jin): Hvang Szona (Hwang Seon-a), az igazgató lánya
- I Bomszu (Lee Beom-su) (이범수): Vang Hao (Wang Hao), Vang Cshiang (Wang Chiang) apja
- Sam Okyere: Sam, az iskola gondnoka
- Daniel Lindemann: Daniel, az iskola egyik oktatója
- Kan Mijon (Gan Mi-yeon) (간미연): Judi (Yudi), az iskola egyik oktatója

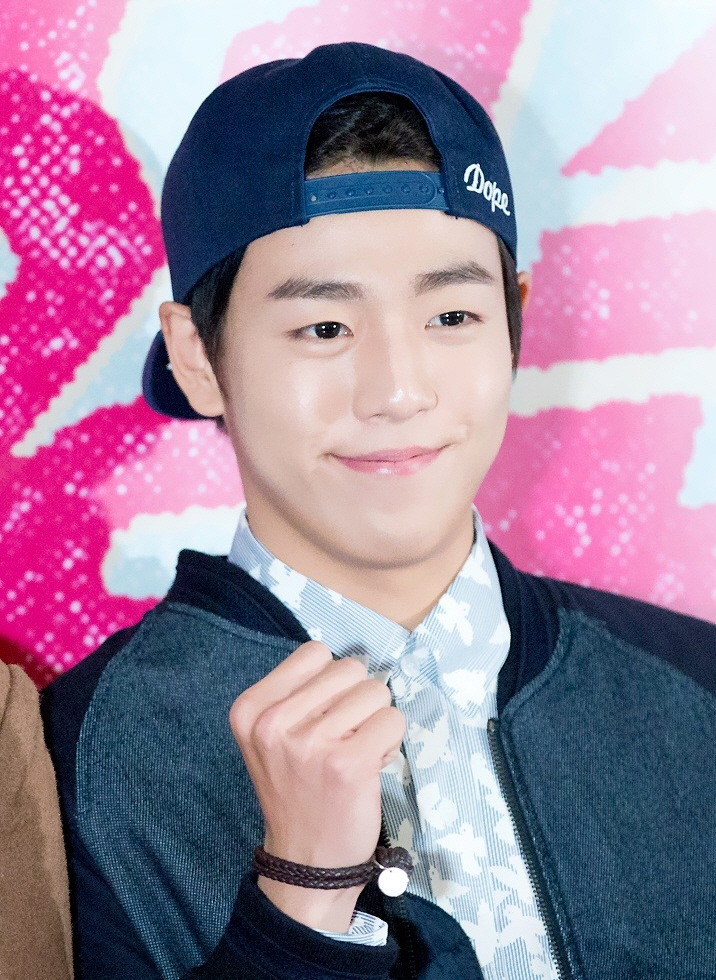
I Hjonu (Lee Hyeon-u)
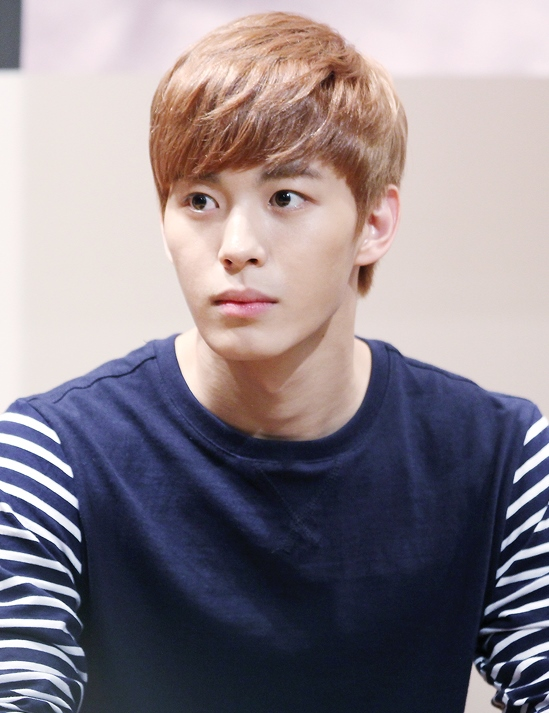
I Hongbin (Lee Hongbin)
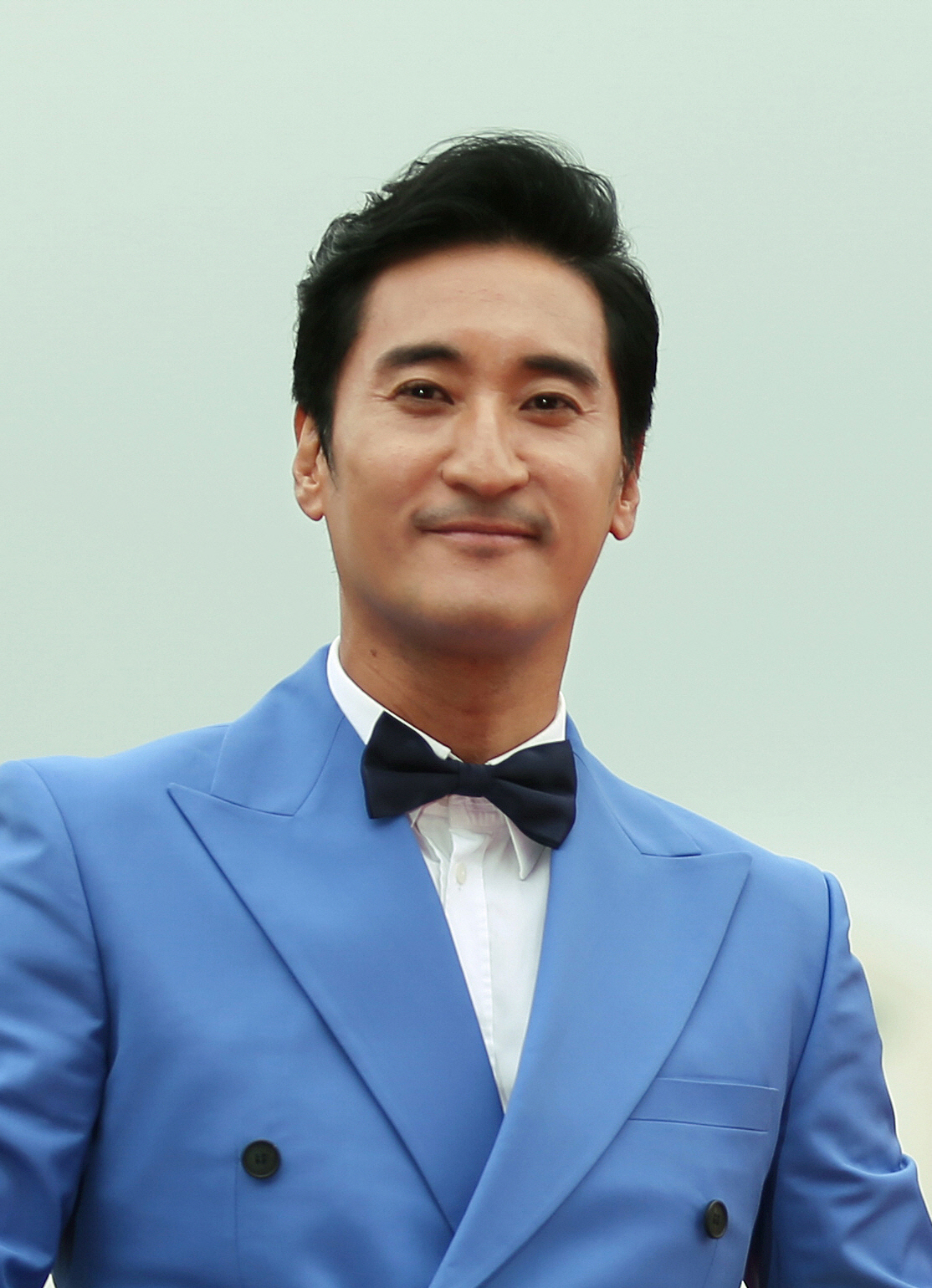
Sin Hjondzsun (Sin Hyeon-jun)
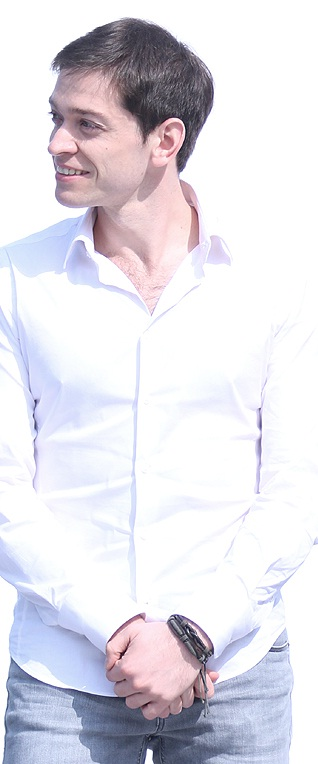
Daniel Lindemann
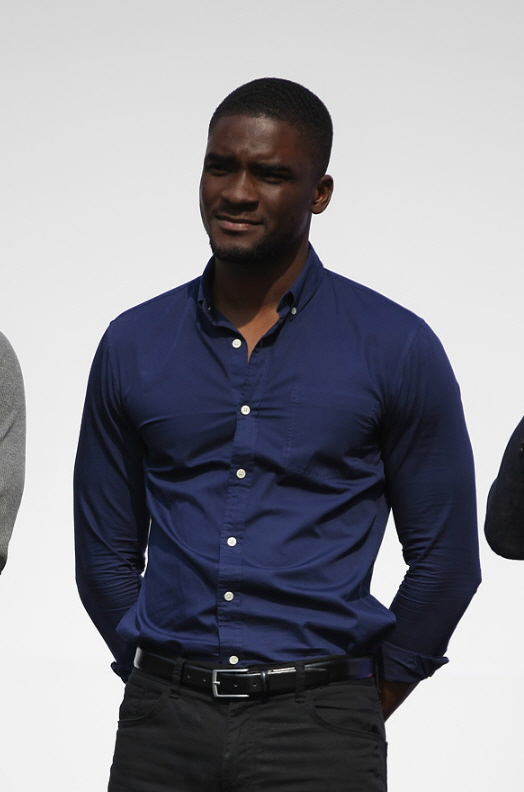
Sam Okyere